# Aleksej Pokuševski
Aleksej Pokuševski (in serbo Алексеј Покушевски?; Belgrado, 26 dicembre 2001) è un cestista serbo con cittadinanza greca.

## Gli inizi
Pokuševski è cresciuto a Novi Sad, dove ha iniziato a giocare a basket giovanile per club locali, KK Kadet, KK NS Stars e Vojvodina. Nel 2015, Pokuševski è entrato a far parte delle giovanili dell'Olympiacos. Nel 2017 ha partecipato al Jordan Brand Classic. Nell'agosto 2018 ha partecipato al camp di Basketball Without Borders Europe, a Belgrado, in Serbia. Nel febbraio 2019, Pokuševski ha partecipato all'NBA All-Star Basketball Without Borders Global Camp, a Charlotte, nel North Carolina.

## Carriera

### Olympiakos (2015-2020)
Il 19 marzo 2019 ha debuttato in EuroLeague con l'Olympiacos Pireo, vincendo 89-69 contro il Bayern Monaco, durante la stagione 2018-19 dell'EuroLeague. Ha registrato 1 punto, 2 rimbalzi e 1 assist, in un minuto giocato durante la partita. Pokuševski è diventato il più giovane giocatore senior dell'Olympiacos maschile ad aver mai debuttato in EuroLeague. A 17 anni e 83 giorni, ha sostituito Giōrgos Printezīs, che aveva già debuttato in EuroLeague, all'età di 17 anni e 229 giorni, come il più giovane giocatore di EuroLeague del club.
Per la stagione 2019-20 è stato assegnato a giocare nella A2 League greca, campionato di secondo livello del paese, con l'Olympiacos B. Durante la stagione, Pokuševski ha saltato quasi 3 mesi di gioco a causa di un infortunio al ginocchio.
Pokuševski è partito titolare in otto delle sue 11 presenze in A2 greco, segnando una media di 10,8 punti, 7,9 rimbalzi, 3,1 assist, 1,3 palle recuperate e 1,8 stoppate in 23,1 minuti a partita. Ha realizzato il 40,4% dal campo e il 32,1% da 3 punti e il 78,3% ai liberi. A metà della stagione, la squadra A dell'Olympiacos era piena di infortuni e Pokuševski è stato convocato nella squadra maggiore. Ha giocato due minuti nella sua unica partita di EuroLeague della stagione, prima che la stagione del campionato venisse sospesa a causa della pandemia di COVID-19 in Europa. Pokuševski ha ottenuto il titolo di Giocatore dell'anno e Squadra difensiva greca A2 Bosman dal sito Eurobasket.com.

### NBA

#### Oklahoma City Thunder (2020-)
Il 18 novembre 2020, al Draft NBA 2020, viene scelto dai Minnesota Timberwolves con la 17ª chiamata. Egli, però andrà agli Oklahoma City Thunder, per via dello scambio a opera dei T'Wolves per il ritorno di Ricky Rubio.

## Statistiche

### Euroleague
| Anno      | Squadra    | PG | PT | MP  | TC% | 3P% | TL%  | RP  | AP  | PRP | SP  | PP  |
| --------- | ---------- | -- | -- | --- | --- | --- | ---- | --- | --- | --- | --- | --- |
| 2018-2019 | Olympiakos | 2  | 0  | 2,9 | 0,0 | 0,0 | 50,0 | 1,0 | 0,5 | 0,5 | 0,0 | 0,5 |
| 2019-2020 | Olympiakos | 1  | 0  | 2   | 0,0 | —   | —    | 0,0 | 0,0 | 0,0 | 0,0 | 0,0 |

### NBA

#### Regular Season
| Anno      | Squadra           | PG  | PT | MP   | TC%  | 3P%  | TL%  | RP  | AP  | PRP | SP  | PP  |
| --------- | ----------------- | --- | -- | ---- | ---- | ---- | ---- | --- | --- | --- | --- | --- |
| 2020-2021 | Oklahoma Thunder  | 45  | 28 | 24,2 | 34,1 | 28,0 | 73,8 | 4,7 | 2,2 | 0,4 | 0,9 | 8,2 |
| 2021-2022 | Oklahoma Thunder  | 61  | 12 | 20,2 | 40,8 | 28,9 | 70,0 | 5,2 | 2,1 | 0,6 | 0,6 | 7,6 |
| 2022-2023 | Oklahoma Thunder  | 34  | 25 | 20,6 | 43,4 | 36,5 | 62,9 | 4,7 | 1,9 | 0,6 | 1,3 | 8,1 |
| 2023-2024 | Oklahoma Thunder  | 10  | 0  | 6,0  | 25,0 | 18,2 | 50,0 | 1,0 | 0,5 | 0,1 | 0,1 | 1,2 |
| 2023-2024 | Charlotte Hornets | 18  | 0  | 19,2 | 42,9 | 36,4 | 75,7 | 4,4 | 1,7 | 0,8 | 0,7 | 7,4 |
| Carriera  | Carriera          | 168 | 65 | 20,4 | 39,1 | 30,4 | 70,2 | 4,6 | 1,9 | 0,6 | 0,8 | 7,5 |

#### Massimi in carriera
- Massimo di punti: 29 vs Los Angeles Clippers (16 maggio 2021)[1]
- Massimo di rimbalzi: 15 vs Miami Heat (18 marzo 2022)
- Massimo di assist: 12 vs Phoenix Suns (3 aprile 2022)
- Massimo di palle rubate: 4 (2 volte)
- Massimo di stoppate: 6 vs Toronto Raptors (18 aprile 2021)
- Massimo di minuti: 41 vs Portland Trail Blazers (28 marzo 2022)

## Record

### NBA
- Più giovane giocatore di sempre (19 anni e 78 giorni) a realizzare almeno 20 punti, 10 rimbalzi e 5 triple segnate in una partita.[2]

## Palmarès
- Campionato serbo: 1

Partizan: 2024-25
- Lega Adriatica: 1

Partizan: 2024-25